# Dénes Rósa
Dénes Rósa (* 7. April 1977 in Budapest) ist ein ehemaliger ungarischer Fußballspieler. Der offensive Mittelfeldspieler stand zuletzt beim ungarischen Erstligisten Ferencváros Budapest unter Vertrag. Zuvor hatte der zehnfache Nationalspieler seines Landes auch Erfahrungen auf den britischen Inseln gesammelt – darunter bei den englischen Wolverhampton Wanderers und dem schottischen Klub Hibernian Edinburgh.

## Sportlicher Werdegang
Rósa spielte für diverse ungarische Vereine, bevor er ab 2003 erstmals für Ferencváros Budapest antrat. Dort gewann er das Double aus ungarischer Meisterschaft und nationalem Pokal. Er wurde außerdem zum ungarischen Nationalspieler, nachdem er bereits zwischen 1998 und 2000 sieben Spiele für den U-21-Nachwuchs absolviert hatte. Ging sein Debüt mit einer 1:2-Niederlage gegen China am 2. Juni 2004 noch etwas daneben, feierte er vier Tage später unter Trainer Lothar Matthäus beim 2:0-Auswärtserfolg gegen Deutschland einen Achtungserfolg. Insgesamt absolvierte er zwischen 2003 und 2004 auf Vereinsebene 13 Europapokalspiele, darunter vier Champions-League-Qualifikationspartien und neun Begegnungen im UEFA-Pokal, in denen ihm fünf Tore gelangen.
Im Januar 2006 wechselte Rósa zum englischen Zweitligisten Wolverhampton Wanderers. Er blieb in dem Verein, der auch seinen Landsmann und „FTC“-Mannschaftskameraden Gábor Gyepes beherbergte, bis zum Ende der Saison 2005/06 in einer „Probezeit“ und stand nach seinem Ligadebüt bei Coventry City (0:2) in noch acht weiteren Meisterschaftspartien auf dem Feld. Nach Ablauf der Spielzeit statteten die „Wolves“ den Ungarn mit einem Dreijahresvertrag aus. Nach der Demission von Trainer Glenn Hoddle zeigte sich dann aber schnell, dass Nachfolger Mick McCarthy wenig Wert auf Rósas Dienste legte, was sich an den öffentlichen Äußerungen des Trainers hinsichtlich dessen schlechten Einsatzchancen in der ersten Mannschaft zeigte. Nahezu folgerichtig wurde der Mittelfeldspieler für einen Monat an den Drittligisten Cheltenham Town abgeschoben und kurze Zeit später landete er auf der Transferliste. Es folgte ein letzter Einsatz als Einwechselspieler für die Wolves am 28. August 2007 im Ligapokal, dem – auch bedingt durch Verletzungen – keine weitere Chancen folgten, obwohl er sich häufig bei Spielen der Reservemannschaft gut in Form zeigte.
Am 13. Januar 2009 wurde der Vertrag letztendlich in beiderseitigem Einvernehmen aufgelöst. Rósa bestand kurz darauf ein Probetraining beim schottischen Erstligaklub Hibernian Edinburgh und unterschrieb dort ablösefrei einen neuen Vertrag bis zum Ende der laufenden Saison. Er bestritt zehn Ligaspiele für die „Hibs“ und obwohl sich der Lokalrivale Heart of Midlothian in Person von Trainer Csaba László interessiert an einer Folgeverpflichtung zeigte, kehrte der mittlerweile 32-jährige Rósa vor Beginn der Spielzeit 2009/10 in seine Heimat zu Ferencváros zurück.

## Erfolge
- Ungarischer Meister: 2004
- Ungarischer Pokalsieger: 2004